# British Columbia
British Columbia er en provins beliggende i det vestlige Canada ved Stillehavet. Vigtige byer foruden hovedstaden Victoria er Vancouver og Abbotsford. 
Provinsen har 4.095.900 indbyggere (2001), dækker et 944.735 km² stort areal og er dermed den tredjestørste af Canadas 10 provinser, både målt på befolkningstal og areal. British Columbia fik status som provins i 1871. Økonomien har traditionelt været baseret på skovbrug.
Med de første fund af guld i Canada 1858 begyndte et væddeløb blandt de mere end 30.000 guldgravere, som gik på guldjagt langs floden Fraser. De fleste kom fra guldfelterne i Californien. Af frygt for, at amerikanerne skulle overtage området, suspenderede den britiske regering det monopol, som Hudson's Bay Company hidtil havde haft, og erklærede direkte kontrol over området. Kronkolonien British Columbia blev udråbt af guvernør James Douglas i dronning Victorias navn den 19. november 1858. Ceremonien fandt sted på den øverste etage i The Big House i Fort Langley. Det er forklaringen på, at Fort Langley kaldes the Birthplace of B.C. I 1871 blev British Columbia optaget i det nye Dominion of Canada, hvis grænser nu gik fra Atlanterhavet til Stillehavet.

## Geografi

### Landskaber
I syd ved vestkysten ligger øerne Vancouver Island, provinsens største ø, og i nord øhavet Haida Gwaii. Bjergkæden Coast Mountains følger parallelt British Columbias vestkyst. I syd ligger det tyndt befolkede Lower Mainland med Fraser Valley. Bjergkæden Rocky Mountains løber i grænseområdet til provinsen Alberta, og ved grænsen til USA's delstat Alaska, ligger provinsens højeste bjerg, det 4.663 meter høje Mount Fairweather.

### Floder og søer
Provinsens længste floder er Columbia River, Fraser River og Peace River. Fraser River er en vigtig trafikåre i den sydlige del af provinsen. Overalt i provinsen er der bygget dæmninger over floder for at udnytte det strømmende vand til energiproduktion. Nogle af floderne er dog overladt til naturen for bl.a. at beskytte laksen.
British Columbias største søer er Williston Lake, Kootenay Lake og Okanagansee.